# Casa Vallvé
La Casa Vallvé és un edifici del municipi de Vallmoll (Alt Camp) inclòs en l'Inventari del Patrimoni Arquitectònic de Catalunya.

## Descripció
L'habitatge està situat dintre el nucli històric de Vallmoll. Es tracta d'un edifici entre mitgeres que fa cantonada. Té planta baixa, pis i golfes. Els elements més remarcable de la façana són: la porta d'accés, que s'obre al carrer de la Unió, d'arc de mig punt amb dovelles de pedra; a la dreta hi ha una finestra damunt la qual apareix esculpit un escut amb una mà; al primer pis hi ha dues finestres renaixentistes amb brancals que simulen pilastres i llindes amb motllures i fris que mostra relleus gastats però de gran riquesa. Les golfes presenten obertures rectangulars. La coberta és de teula, amb ràfec sobresortint.
La construcció és de pedra arrebossada.

## Història
La construcció de la casa Vallvé data del segle xvi, d'acord amb les inscripcions que apareixen a les finestres, dels anys 1542 i 1588. L'any 1874 fou valorada en 160 escuts (unes 4000 pessetes actuals). Sembla que al llarg de la seva història ha patit diversos saqueigs. Hi ha constància que hi havia unes pedres on es podia veure la reproducció d'una roca i d'una mora, la qual cosa sembla indicar que hi visqué algú del senyoriu dels Rocamora.
Actualment, la casa es troba deshabitada i en estat d'abandó.